# Vauxhall (Alberta)
Vauxhall est une ville (town) de Taber, située dans la province canadienne d'Alberta.

## Démographie
En tant que localité désignée dans le recensement de 2011, Vauxhall a une population de 1 288 habitants dans 429 de ses 458 logements, soit une variation de 20,5 % avec la population de 2006. Avec une superficie de 2,877 7 km2, la ville possède une densité de population de 447,57 hab/km2 en 2011.
Concernant le recensement de 2006, Vauxhall abritait 1 069 habitants dans 406 de ses 449 logements. Avec une superficie de 2,87 km2, la ville possédait une densité de population de 371,5 hab/km2 en 2006.
| 2001  | 2006  | 2011  | 2016  |
| ----- | ----- | ----- | ----- |
| 1 112 | 1 069 | 1 288 | 1 222 |